# Прутень
Прутень (рум. Pruteni) — село у Фалештському районі Молдови. Адміністративний центр однойменної комуни, до складу якої також входять села Кузменій-Векі, Дружинень та Валя-Русулуй.

## Населення
За даними перепису населення 2004 року у селі проживали 1599 осіб.
Національний склад населення села:
| Національність   | Кількість осіб | Відсоток   |
| ---------------- | -------------- | ---------- |
| молдавани румуни | 1577 2         | 98,6% 0,1% |
| українці         | 10             | 0,6%       |
| росіяни          | 8              | 0,5%       |
| болгари          | 2              | 0,1%       |
| Всього           | 1599           | 100%       |